# Förlikningskommitté

Ordinarie lagstiftningsförfarande

En förlikningskommitté är en typ av kommitté som kan sammankallas inom Europeiska unionen när unionens lagstiftande institutioner – Europaparlamentet och Europeiska unionens råd – inte kan enas om ett lagförslag. Dess uppgift är att, på grundval av parlamentets och rådets ståndpunkter, uppnå enighet om ett gemensamt utkast som kan godkännas av båda de lagstiftande institutionerna. Förlikningsförfarandet kan användas inom ramen för det ordinarie lagstiftningsförfarandet eller budgetförfarandet.
En förlikningskommitté består av rådsmedlemmarna, eller företrädare för dessa, och lika många företrädare för parlamentet. I parlamentets delegation ingår alltid det ansvariga utskottets ordförande och den föredragande för lagförslaget. Delegationens politiska sammansättning ska avspegla parlamentets sammansättning. Förlikningskommittén fattar sina beslut med kvalificerad majoritet bland företrädarna för rådet och enkel majoritet bland företrädarna för parlamentet. Europeiska kommissionen deltar i kommitténs arbete i syfte att ta initiativ för att närma parlamentets och rådets ståndpunkter till varandra.
För att effektivisera beslutsprocesserna förhandlar de lagstiftande institutionerna och kommissionen med varandra genom inofficiella trilogmöten under hela lagstiftningsförfarandet. Detta har lett till att förlikningskommittéer sällan behöver sammankallas.

## Användning
En förlikningskommitté kan sammankallas inom ramen för det ordinarie lagstiftningsförfarandet eller budgetförfarandet.

### Ordinarie lagstiftningsförfarandet
I enlighet med det ordinarie lagstiftningsförfarandet kan en förlikningskommitté sammankallas om de lagstiftande institutionerna inte har kunnat enas om ett lagförslag efter den andra behandlingen. Förlikningskommittén har sex veckor på sig att uppnå enighet om ett gemensamt utkast på grundval av parlamentets och rådets ståndpunkter vid andra behandlingen; i annat fall faller lagförslaget. Denna tidsfrist kan dock förlängas med två veckor på initiativ av någon av de båda institutionerna.
Om förlikningskommittén uppnår enighet om ett gemensamt utkast måste utkastet godkännas av både parlamentet och rådet i en tredje behandling.

### Budgetförfarandet
I enlighet med budgetförfarandet kan en förlikningskommitté sammankallas om parlamentet ändrar rådets ståndpunkt inom 42 dagar från att rådet har översänt den. En förlikningskommitté ska i så fall omedelbart sammankallas av Europaparlamentets talman i samförstånd med rådets ordförande, såvida rådet inte inom tio dagar godkänner samtliga av parlamentets ändringar. Förlikningskommittén har 21 dagar på sig att uppnå enighet om ett gemensamt utkast.
Om förlikningskommittén uppnår enighet om ett gemensamt utkast måste utkastet godkännas av både parlamentet och rådet. Om förlikningskommittén inte lyckas uppnå enighet eller om det gemensamma utkastet förkastas av parlamentet eller rådet, faller budgetförslaget och kommissionen måste lägga fram ett nytt sådant.